# YAMAP
YAMAPは、株式会社ヤマップが運営する登山向けアプリ・コミュニティサイトである。

## 概要
地図を事前に保存することにより、電波の届かない山中でも地図を表示でき、スマートフォンのGPS機能により現在地が分かるようになっている。
登山中には登山開始からの経過時間、歩行距離などを確認することができ、GPSにより歩行の軌跡が記録される。記録された軌跡は、登山の所要時間や距離などのデータ、撮影した写真、メモなどとともに活動日記として保存され、他のユーザーに向けて公開することができる。

## 主な機能

### みまもり機能
2019年7月16日より提供しているサービスで、山行中のGPS位置情報を近くにいる他のYAMAPユーザーと交換し、事前に登録してある特定のユーザーに位置情報が通知できるようにしたもの。2021年11月には、これまで1対1だった位置情報の交換が複数対複数のものになった。2020年6月26日に特許出願がなされ、2021年9月24日に特許第6948731号として登録されている。
万が一遭難した場合でも、位置情報が通知されるため、救助活動を迅速にすることができ、実際にこの機能が遭難の救助活動に役立った事例もある。

### DOMO（ドーモ）
2021年7月より提供されたポイントサービス。活動日記を公開するなどのほかのユーザーやコミュニティに貢献するアクションを取ることによりDOMOが貯まり、貯まったDOMOを他のユーザーに送ったり、山の環境整備を支援に充てたりすることができる。DOMOは3ヶ月で失効する。

### 登山計画機能
アプリ上で登山計画を作成できる機能。2020年10月12日には機能のアップデートがなされ、地図上で2つのポイントを結ぶことによって、所要時間が自動で計算されるようになり、作成が容易になった。
この機能で作成した登山計画が正式な登山届として受理されるようになるサービスもあり、2020年6月22日に長野県で、2022年2月に群馬県で、同年4月には神奈川県でそれぞれサービスを開始した。

### フィールドメモ
2020年10月12日より提供された機能で、山中の危険な箇所やおすすめスポットなどをオフラインであっても投稿することができる。

## 沿革
YAMAPの構想が浮かんだのは、2011年5月に現ヤマップ代表の春山慶彦が大分県の九重連山を登っていたところ、スマートフォンの地図アプリに自分の現在位置を示す印が圏外であるのにもかかわらず表示され、移動していたことに気づいたときだという。
それから約2年後の2013年3月にアプリがリリースされ、約3年後の2016年3月にはApp Store・Google Playの累計ダウンロード数が26万、約6年後の2019年6月には130万、約7年後の2020年9月には200万、約8年後の2021年8月には260万、約9年後の2022年3月には300万を突破している。
2021年には、Rubyを用いて開発されたサービスの中で特に優れたものを表彰する「第7回 Ruby bizグランプリ」で大賞を受賞した。